# 武文罡
武文罡（1967年7月—），陕西志丹人。中国共产党党员、中华人民共和国政治人物。现任陕西省人民政府党组成员、副省长，中共安康市委书记，楊凌農業高新技術產業示範區管委会主任（兼）。

## 生平

### 早年
武文罡1986年至1990年就读于西北农业大学（今西北农林科技大学）农学系作物专业，获得大学学历。此后，他于1990年进入陕西省延安市宝塔区人事劳动局工作，历任干部、副局长等职务。1998年后，他担任延安市质量技术监督局宝塔分局局长，并逐步升任延安市质量技术监督局党组成员、副局长。2002年至2015年，武文罡在陕西省质量技术监督局担任多个职务，包括人事教育处副处长、处长以及党组成员、副局长。

### 转战地方
2015年，武文罡调任商洛市，先后担任商洛市委常委、市政府党组成员、副市长，并于2019年起升任商洛市委常委、市政府党组副书记、常务副市长。2021年3月，他出任商洛市委副书记兼党校校长。同年6月，武文罡调任安康市，担任市委副书记、市政府党组书记、代市长，升任正厅级。并于7月正式担任市长职务。
2022年4月24日，武文罡升任安康市委书记。随后，他于2025年7月30日任陕西省人民政府副省长，晋升副部级，并自次月起兼任杨凌农业高新技术产业示范区管理委员会主任。